# 节肢动物学
节肢动物学（Arthropodology）是一门与节肢动物研究有关的生物学学科。

## 分支学科
节肢动物学的分支学科有：
- 蛛形动物学——研究蜘蛛和其他蛛形纲动物
- 昆虫学——研究昆虫（直到19世纪，该术语指对所有节肢动物的研究）
- 甲壳动物学——研究甲壳动物
- 多足动物学——研究蜈蚣、馬陸等多足类动物

## 书目
- Vargas, V M. 1976. Notas sobre Artropodología Médica. Oficina de Publicaciones Universidad de Costa Rica.